# Aniakchak (rivière)
Pour les articles homonymes, voir Aniakchak.
La rivière Aniakchak est un cours d'eau d'Alaska, aux États-Unis situé dans le borough de Lake and Peninsula.

## Description
Longue de 27 milles (43 km), elle prend sa source au lac Surprise dans le cratère du volcan Aniakchak et coule en direction du sud-est vers la baie Aniakchak à 11,5 milles (19 km) du cap Junmik, dans la chaîne des Aléoutiennes.
Son nom local a été référencé en 1924 par Smith et Baker de l'United States Geological Survey comme étant le plus grand cours d'eau de la péninsule d'Alaska coulant vers l'océan Pacifique.

## Affluents
- North Fork Aniakchak